# HD166427
HD166427 — хімічно пекулярна зоря спектрального класу B9, що має видиму зоряну величину в смузі V приблизно  8,1.
Вона  розташована на відстані близько 931,9 світлових років від Сонця.

## Фізичні характеристики
Телескоп Гіппаркос зареєстрував фотометричну змінність  даної зорі з періодом    1,97 доби в межах від  Hmin= 8,16 до  Hmax= 8,09.

## Пекулярний хімічний склад
Зоряна атмосфера HD166427 має підвищений вміст 
Si
.